# Earl Motor Manufacturing Company
Earl Motor Manufacturing Company, vorher Earl Motors Inc., war ein US-amerikanischer Hersteller von Automobilen. Eine andere Quelle gibt davon abweichend Earl Motor Company als letzte Firmierung an.

## Unternehmensgeschichte
Clarence A. Earl gründete die Earl Motors Inc. im Oktober 1921 als Nachfolgeunternehmen der Briscoe Motor Corporation. Der Sitz war ebenfalls in Jackson in Michigan. George C. Scobie war Vizepräsident. 1922 begann die Produktion von Automobilen. Der Markenname lautete Earl. Im November 1922 zog sich Earl zurück und wechselte zur National Motor Vehicle Company.
Scobie wurde neuer Präsident. Er benannte Anfang 1923 das Unternehmen in Earl Motor Manufacturing Company um. Ende des Jahres kam die Produktion zum Erliegen. 1924 wurde das Unternehmen aufgelöst. Insgesamt entstanden etwa 2000 Fahrzeuge. Eine Quelle gibt 1474 Fahrzeuge für 1922 und 406 für 1923 an.
Es gab keine Verbindung zur Earl Motor Car Company, die Jahre vorher den gleichen Markennamen verwendete.

## Fahrzeuge
Im Angebot stand nur das Model 40. Es war eine Weiterentwicklung des letzten Modells von Briscoe. Ein Vierzylindermotor mit 3182 cm³ Hubraum und 37,5 PS Leistung trieb die Fahrzeuge an. Das Fahrgestell hatte 284 cm Radstand.
1922 gab es einen Tourenwagen mit fünf Sitzen, einen Roadster mit zwei Sitzen, einen Brougham mit vier Sitzen, eine Limousine mit fünf Sitzen sowie zwei Ausführungen eines Lieferwagens.
1923 entfielen der Brougham und die Lieferwagen. Dafür ergänzten ein viersitziges Cabriolet, ein viersitziges Coupé und ein fünfsitziger Sport Phaeton das Karosserieangebot.

## Modellübersicht
| Jahr | Modell   | Zylinder | Leistung (PS) | Radstand (cm) | Aufbau |
| ---- | -------- | -------- | ------------- | ------------- | --- |
| 1922 | Model 40 | 4        | 37,5          | 284           | Tourenwagen 5-sitzig, Roadster 2-sitzig, Brougham 4-sitzig, Limousine 5-sitzig, Screen Delivery, Panel Delivery         |
| 1923 | Model 40 | 4        | 37,5          | 284           | Tourenwagen 5-sitzig, Cabriolet 4-sitzig, Roadster 2-sitzig, Limousine 5-sitzig, Coupé 4-sitzig, Sport Phaeton 5-sitzig |